# Rye Harbour Nature Reserve
Rye Harbour Nature Reserve är ett naturreservat i Storbritannien. Det ligger i East Sussex, i den sydöstra delen av England, 90 km sydost om huvudstaden London.